# Le Ponchel
Le Ponchel is een gemeente in het Franse departement Pas-de-Calais (regio Hauts-de-France) en telt 225 inwoners (2004). De plaats maakt deel uit van het arrondissement Arras.

## Geografie
De oppervlakte van Le Ponchel bedraagt 4,7 km², de bevolkingsdichtheid is 47,9 inwoners per km².
De onderstaande kaart toont de ligging van Le Ponchel met de belangrijkste infrastructuur en aangrenzende gemeenten.

## Demografie
Onderstaande figuur toont het verloop van het inwonertal (bron: INSEE-tellingen).